# Roberto Achával
Roberto Achával (Ingeniero White, provincia de Buenos Aires, Argentina, 11 de noviembre de 1930-Buenos Aires,  ídem, 27 de junio de 1996 ) cuyo nombre real era Oscar Aníbal Crudeli y usó también los seudónimos de Carlos Millán y Alberto Randal, fue un violinista, bandoneonista y cantor dedicado al género del tango que actuó en varias orquestas.

## Actividad profesional
Sus padres fueron Alejandro Crudeli y Josefa Scalesi y desde pequeño le atrajo la música y el canto, integraba el coro de la iglesia del lugar y a los cinco años, su padre hizo que empezara a aprender violín con su tío Alibeo Crudeli. Como violinista debutó en la orquesta de Aníbal Troncoso actuando en reuniones bailables en las salas de su ciudad natal, La Siempre Verde y  Sociedad Italiana. También aprendió bandoneón con Luis Bonnat, Aníbal Vitali y Antonio Ríos en tanto continuaba con su afición al canto.
Contratado como violinista por Luis Bonnat, que había armado su orquesta en Bahía Blanca, se desempeñó como tal  hasta que en 1956, por la ausencia inesperada de uno de los cantores, lo reemplazó y desde entonces fue dejando de a poco el violín para dedicarse al canto. En 1967 cantó en el Festival de La Falda, y logró el segundo puesto. Más adelante participó en el concurso organizado por el programa Grandes valores del tango, que se transmitía por Canal 9 y fue contratado por el canal para actuar por tres años; trabajó en ese programa y también en el titulado Tropicana Club, que conducían Chico Novarro y Marty Cosens.
Su labor en la televisión le dio popularidad y su prestancia personal y recia voz, de hondo sentimiento interpretativo, así como su capacidad para captar el gusto popular le granjearon la aceptación  de la crítica y del público. A partir de ese momento participó en distintos conjuntos, entre los cuales se encuentran los de Baffa y Berlingieri, Panchito Nolé, Roberto Pansera, Osvaldo Piro, Aníbal Troilo  y Osvaldo Tarantino,  y también actuó como solista acompañado por el pianista Lucio Demare. Participó en grabaciones con estas formaciones, salvo con Troilo pues el director falleció cuando estaban a punto de concretarlas. Con Troilo trabajó en El Viejo Almacén y en la obra de teatro Simplemente Pichuco.
En 1988 volvió a cantar en El Viejo Almacén ya como parte del elenco estable , acompañado por el Cuarteto de Ernesto Baffa, con Ado Falasca en el piano , Ruben Castro en guitarra y Sergio Paolo en bajo eléctrico.

Roberto Achaval en El Viejo Almacén, con Ernesto Baffa en bandoneón, Ado Falasca en piano, Ruben Castro en guitarra y Sergio Paolo en bajo eléctrico

Hizo giras cantando en Estados Unidos, donde residió dos años, Brasil, Colombia, Venezuela, Chile y Uruguay. Cantó para la telenovela Malevo el tango Te llaman malevo de Homero Expósito y Aníbal Troilo para su cortina musical. Trabajó en Chile con la orquesta de Roberto Pansera y  en Uruguay, invitado por el cantor Enrique Dumas, conductor de un programa en canal 5 de Montevideo. Al tiempo de fallecer era artista invitado en la Orquesta Nacional de Música Argentina Juan de Dios Filiberto, que, dirigida por Osvaldo Piro realizaba en el Teatro Nacional Cervantes, un espectáculo que transmitía Canal 7.
El 27 de junio de 1996, cuando se dirigía en un microómnibus hacia su clase de canto, tuvo un ataque cardíaco y poco después falleció en Buenos Aires en un sanatorio adonde había sido auxiliado. Fue enterrado inicialmente en el Panteón de la Sociedad Argentina de Autores y Compositores en el Cementerio de la Chacarita.
El 6 de octubre del año 2013 se presentó el libro “Roberto Achaval, el último cantor de Pichuco”  escrito por Gabriela Biondo y José Valle en el 3º Festival Nacional de Tango Carlos Di Sarli de Bahía Blanca.
El 11 de noviembre de 2013 sus restos fueron llevados al cementerio de Bahía Blanca, donde se inauguró un monolito en su memoria.
El 5 de noviembre de 2021 en el paseo portuario de Ingeniero White se concretó la inauguración del monumento al recordado cantor whitense Roberto Achaval en el marco el festival Puerto Tango dirigido por  del escritor y productor cultural José Valle
La escultura fue realizada por el artista bonaerense Andrés Fortunato.